# Ая Сіссоко
Ая Сіссоко (фр. Aya Cissoko; 23 листопада 1978, Париж) — французька боксерка та письменниця, чемпіонка світу та Європи.

## Спортивна кар'єра
Ая Сіссоко жила в Парижі з батьками, які були вихідцями з Малі. Коли їй було вісім років, вона у пожежі втратила батька і сестру, а через одинадцять місяців через хворобу — брата. З того часу вона зайнялася французьким боксом.
1999 року вона виграла титул чемпіонки Франції з французького боксу. 2003 року стала чемпіонкою Франції вдруге.
2005 року Ая Сіссоко через відсутність суперниць у саваті, перейшла до боксу. 2006 року стала чемпіонкою Франції з боксу і потрапила на чемпіонат Європи, на якому перемогла Марішелль де Йонг (Нідерланди), Ларісу Розу (Румунія), Ірину Потєєву (Росія) та Олександру Козлан (Україна) і стала чемпіонкою.
Через місяць Сіссоко взяла участь у чемпіонаті світу. Після перемог над Доун Чалмерз (Нова Зеландія), Марішелль де Йонг (Нідерланди) та Аруна Мішра (Індія) у фіналі Ая Сіссоко в день свого народження знов зустрілася з українкою Олександрою Козлан. Бій закінчився перемогою французької боксерки, але в тому поєдинку вона отримала важку травму — перелам шийного хребця, внаслідок чого була прооперована.

## Письменницька діяльність
Втративши можливість займатися спортом, Ая Сіссоко вступила до Інституту політичних досліджень у Парижі. 2011 року у співпраці з Марі Деплешан Ая Сіссоко видала автобіографічну книгу «Гідність» (фр. Danbe), в якій розповідається про карколомну кар'єру в спорті дівчинки з родини іммігрантів з Африки.
2016 року видала другу книгу «N'ba».
У травні 2022 року вона опублікувала книгу «В ім'я всіх твоїх» у виданні Seuil.